# 杉田ダイスケ
杉田 ダイスケ（すぎた ダイスケ、1988年10月22日 - ）は日本の警察官・プロボクサー。東京都杉並区出身。警視庁巡査長。
ボクサーとしてはワタナベボクシングジム所属。駿台学園高校、東京農業大学卒業。

## 来歴

### アマチュア時代
中学1年から輪島功一スポーツジムでボクシングを始めた。
駿台学園高校ボクシング部では2006年インターハイ準々決勝で後の世界チャンピオン小國以載に敗れベスト8。
名門東京農業大学ボクシング部にスカウトされ進学。大学では2年の時にバンタム級で出場した全日本大学王座決定戦で国際大会入賞選手を相手にKO勝ち。4年の時には関東大学一部リーグでライト級に階級を上げ５戦全勝。ライト級階級賞を受賞、日本連盟推薦選手にも選ばれた。全日本大学王座決定戦ではライト級で後にプロで日本2階級制覇チャンピオンとなる坂晃典に勝利した。
2011年、警視庁に入庁。
2012年、カムバックし全日本選手権出場。後にプロ格闘家となる藤田大和に敗れる。
2013年、東京国体に東京都代表選手として出場。この大会から警視庁所属選手として大会に出場。
2014年、警視庁第三機動隊所属として全日本社会人選手権 バンタム級優勝。
2016年、全日本社会人選手権ライト級優勝。
2017年、アマチュア戦績通算110勝を機にプロ転向を表明した。警視庁所属選手として全日本選手権、国体、全日本社会人選手権などで活躍した。

### プロでの活躍
2018年1月13日、DANGANの興行内で同門の元韓国スーパーフライ級王者およびWBOアジアパシフィック同級暫定王者で、後に日本バンタム級王者となる木村隼人相手に特別公開B級プロテストが行われ合格した。
2018年4月12日、元東洋太平洋ランカーのジュン・ブラゾとプロデビュー戦および6回戦で対戦し、6回3-0の判定勝ちを収めた。デビュー戦の前にはワタナベジムでプロ転向記者会見が行われた。
2018年6月17日、タイ・バンコクにてスッティサック・カムロンターラと6回戦で対戦し、初回1分21秒KO勝ちを収めた。
2018年7月27日、元世界ランキング6位および元日本スーパーバンタム級王者の芹江匡晋と6回戦で対戦し、初回1分56秒KO勝ちを収めた。前日計量はMLB café TOKYOで公開された。TBSチャンネル2でテレビ放送された。
2018年9月26日、ソムポート・シーサと8回戦で対戦し、2回1分46秒TKO勝ちを収めた。フィニッシュブローには漫画はじめの一歩のデンプシーロールを披露した。
2019年1月19日、57.8kg契約8回戦でIBF世界ランキング4位および日本フェザー級1位の阿部麗也と対戦し、プロ初黒星となる8回0-3の判定負けを喫した。
2019年8月3日、フィリピン・マニラのエロルデ・スポーツセンターで日本ボクシングコミッション（JBC）非公認のWBAサウスアジアスーパーバンタム級王座決定戦としてクリソン・オマヤオと対戦し、10回判定勝ちを収めプロデビュー初の王座を獲得した。
2019年10月14日付けで、WBAアジアスーパーバンタム級王者が王座を返上したことにより、同王者に認定された。
2019年11月30日、台湾でWBAアジアスーパーバンタム級タイトルマッチとしてエディソン・ベルウェラを相手に防衛戦を行い、10回3-0（97-93×2、98-92）の判定勝ちを収め初防衛に成功した。
2021年6月5日、後楽園ホールでWBO世界スーパーバンタム級11位の赤穂亮と対戦し、3回1分49秒KO負けを喫した。
2021年12月14日、後楽園ホールで大湾硫斗と対戦し、2回1分45秒TKO負けを喫した。
2022年11月25日、後楽園ホールで元スーパーフェザー級日本ランカーの永田翔と対戦し、8回3-0（79-71、80-70×2）で判定勝ちを収め2試合ぶりの再起に成功した。
。
2023年4月7日、台湾でJBC非公認のWBOグローバルフェザー級王座決定戦として利育哲と対戦するも、10回3-0（95-94×2、96-93）で判定負けを喫し王座獲得に失敗した。。
2023年10月28日、タイ・バンコクでJBC非公認のABCOフェザー級シルバー王座決定戦としてスラット・イアムオンと対戦し、3回1分20秒KO勝ちを収め王座を獲得した。
2024年6月10日、タイ・バンコクでJBC非公認のWBCインターナショナルフェザー級王座決定戦としてウィラ・ミカムと対戦するも、8回2分10秒TKO負けを喫し王座獲得に失敗した。

## 戦績
- アマチュア:141戦110勝（47KO）31敗
- プロ:13戦8勝（4KO）5敗

| 戦           | 日付           | 勝敗 | 時間    | 内容    | 対戦相手                       | 国籍       | 備考                                                         |
| ------------ | -------------- | ---- | ------- | ------- | ------------------------------ | ---------- | ------------------------------------------------------------ |
| 1            | 2018年4月12日  | ☆    | 6R      | 判定3-0 | ジュン・ブラゾ                 | フィリピン | プロデビュー戦                                               |
| 2            | 2018年6月17日  | ☆    | 1R 1:21 | KO      | スッティサック・カムロンターラ | タイ       |                                                              |
| 3            | 2018年7月27日  | ☆    | 1R 1:56 | KO      | 芹江匡晋（伴流）               | 日本       |                                                              |
| 4            | 2018年9月26日  | ☆    | 2R 1:46 | TKO     | ソムポート・シーサ             | タイ       |                                                              |
| 5            | 2019年1月19日  | ★    | 8R      | 判定0-3 | 阿部麗也（KG大和）             | 日本       | 57.8kg契約8回戦                                              |
| 6            | 2019年8月3日   | ☆    | 10R     | 判定    | クリソン・オマヤオ             | フィリピン | WBAサウスアジアスーパーバンタム級王座決定戦→アジア王座に認定 |
| 7            | 2019年11月30日 | ☆    | 10R     | 判定3-0 | エディソン・ベルウェラ         | フィリピン | WBAアジア王座防衛1                                           |
| 8            | 2021年6月5日   | ★    | 3R 1:49 | KO      | 赤穂亮（横浜光）               | 日本       |                                                              |
| 9            | 2021年12月14日 | ★    | 2R 1:45 | TKO     | 大湾硫斗（志成）               | 日本       |                                                              |
| 10           | 2022年11月25日 | ☆    | 8R      | 判定3-0 | 永田翔（FLARE山上）            | 日本       |                                                              |
| 11           | 2023年4月7日   | ★    | 10R     | 判定    | 利育哲                         | 台湾       | WBOグローバルフェザー級王座決定戦                            |
| 12           | 2023年10月28日 | ☆    | 3R 1:20 | KO      | スラット・イアムオン           | タイ       | ABCOシルバー・フェザー級王座決定戦                           |
| 13           | 2024年6月10日  | ★    | 8R 2:10 | TKO     | ウィラ・ミカム                 | タイ       | WBCインターナショナルフェザー級王座決定戦                    |
| テンプレート |                |      |         |         |                                |            |                                                              |

## 獲得タイトル

### アマチュア
- 関東大学一部リーグライト級 階級賞（2010）
- 全日本大学王座決定戦 優勝(団体)
- 全日本社会人ボクシング選手権大会
  - バンタム級 優勝（2014）
  - ライト級 優勝（2016）

### プロ
- WBAサウスアジアスーパーバンタム級王者（防衛0=アジア王座に認定）
- WBAアジアスーパーバンタム級王者（防衛1）
- ABCOフェザー級シルバー王座（防衛0）

## 備考
- 国家公務員法第103条・第104条及び地方公務員法第38条により公務員の副業が禁止されているためファイトマネーはもらっていない[18]。
- 世界4階級制覇王者の井岡一翔とは東京農業大学ボクシング部の同期である[1][19]。